# 潘狄翁一世
潘狄翁一世（Πανδίων Α'）是希腊神话中阿提刻（古代雅典）的国王，埃里克托尼俄斯之子。他娶宙克西珀為妻，长子厄瑞克透斯后继承王位。